# Limes (folyóirat)

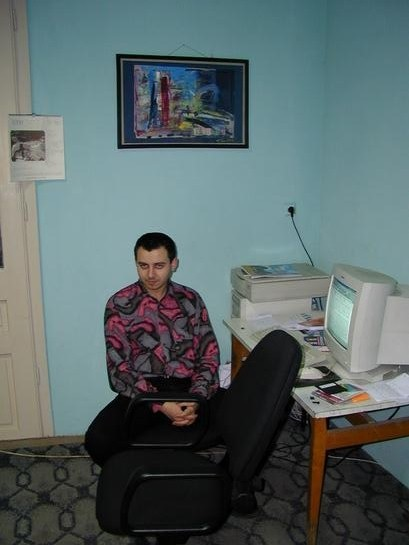
A Limes egyik szerkesztője, Dr. Vasile Florin Mirghesiu (1972-) az utolsó, 2001-es számon dolgozik.

A Limes 1998 – 2001 között megjelenő zilahi folyóirat. Székhely: Zilah, Újvárosi ház.
A Ziua napilap szerint a Limes kétnyelvű folyóirat volt, magyarul és románul.
2001-ben a Limes az Adevărul literar si artistic szerint a legszilárdabb könyves folyóirat, amely Románia megyéiben jelenik meg.

## Története
Karl Popper könyvéhez kommentárt adott ki Dr. Vasile Florin Mirghesiu, 2/1998.
François Furet könyvéhez kommentárt adott ki Dr. Vasile Florin Mirghesiu, 3-4/2000.
A 2000. évi 3. évfolyam 3-4 (11-12) számában a leghosszabb cikk, "Vasile Stoica in S.U.A. (1917-1918)", pp. 69-108, Dr. Vasile Florin Mirghesiu aláírásával. Mirghesiu cikkének folytatása a következő számban, 1-2 (13-16), 2001. év 4: "Vasile Stoica in S.U.A. (1919-1920)", pp. 19-42. Dr. Vasile Florin Mirghesiu doktori disszertációjának címe az: "Vasile Stoica, political thinker and diplomat"

## Munkatársak
- Cornel Grad (1949-)
- Dr. Vasile Florin Mirghesiu, (1972-)
- Fejér László (1939-2018)
- György Györfi-Deák (1964-)
- Simone Györfi (1961-)
- Gheorghe Șișeștean (1954-2012)
- Viorel Tăutan (1943-).[8]